# Élections législatives de 2012 en Ille-et-Vilaine

Les élections législatives françaises de 2012 en Ille-et-Vilaine se déroulent les 10 et 17 juin 2012. Dans le département, huit députés sont à élire dans le cadre de huit circonscriptions, soit une de plus que lors des législatures précédentes, en raison du redécoupage électoral.

## Élus
| Circonscription | Député sortant           | Parti      | Parti      | Député élu ou réélu    | Parti | Parti     |
| --------------- | ------------------------ | ---------- | ---------- | ---------------------- | ----- | --------- |
| 1re             | Jean-Michel Boucheron    |            | PS         | Marie-Anne Chapdelaine |       | PS        |
| 2e              | Philippe Tourtelier nsrp |            | PS         | Nathalie Appéré        |       | PS        |
| 4e              | Jean-René Marsac         |            | PS         | Jean-René Marsac       |       | PS        |
| 5e              | Pierre Méhaignerie nsrp  |            | UMP        | Isabelle Le Callennec  |       | UMP       |
| 6e              | Thierry Benoit           |            | AC         | Thierry Benoit         |       | AC        |
| 7e              | René Couanau nsrp        |            | UMP        | Gilles Lurton          |       | diss. UMP |
| 8e              | Siège créé               | Siège créé | Siège créé | Marcel Rogemont        |       | PS        |

## Impact du redécoupage territorial
Le département gagne une circonscription et obtient 8 sièges avec le redécoupage qui entraîne des modifications dans les 8 circonscriptions sortantes.
La création de la 8e circonscription entraîne la suppression de cantons sur les 1re (Rennes Centre et Sud-Ouest), 2e (Rennes Nord) et 3e (Rennes Centre-Ouest et Mordelles).
- La 1re récupère le canton de Bruz de la 4e ; la 3e récupère les cantons de Combourg et Tinténiac de la 2e.
- Cette dernière récupère plusieurs cantons : Cesson-Sévigné, Rennes-Est (issu de la 5e) et Liffré (de la 6e
- La sixième quant à elle récupère le canton de Pleine-Fougères de la 7e).

## Positionnement des partis
Dans la 1re circonscription, Jean-Michel Boucheron, député sortant depuis 31 ans maintient sa candidature face à la candidate investie par le Parti socialiste, Marie-Anne Chapdelaine.

## Résultats

### Résultats à l'échelle du département
| Parti          | Parti                                | Premier tour | Premier tour | Second tour | Second tour | Sièges |
| Parti          | Parti                                | Voix         | %            | Voix        | %           | Sièges |
| -------------- | ------------------------------------ | ------------ | ------------ | ----------- | ----------- | ------ |
|                | Parti socialiste                     | 146 283      | 35,83        | 197 209     | 50,48       | 5      |
|                | Europe Écologie Les Verts            | 25 912       | 6,35         |             |             | 0      |
|                | Divers gauche dont MRC               | 25 065       | 6,14         | 24 669      | 6,31        | 0      |
|                | Parti radical de gauche              | 4 317        | 1,06         |             |             | 0      |
|                | Majorité présidentielle              | 201 577      | 49,37        | 221 878     | 56,79       | 5      |
|                |                                      |              |              |             |             |        |
|                | Union pour un mouvement populaire    | 78 543       | 19,24        | 81 996      | 20,99       | 1      |
|                | Alliance centriste                   | 46 027       | 11,27        | 58 153      | 14,89       | 1      |
|                | Divers droite dont DLR, PCD          | 16 087       | 3,94         | 28 644      | 7,33        | 1      |
|                | Parti radical                        | 1 416        | 0,35         |             |             | 0      |
|                | Nouveau centre                       | 1 103        | 0,27         | 0           |             |        |
|                | Droite parlementaire                 | 143 176      | 35,07        | 168 793     | 43,21       | 3      |
|                |                                      |              |              |             |             |        |
|                | Front national                       | 32 421       | 7,94         |             |             | 0      |
|                | Front de gauche                      | 17 357       | 4,25         | 0           |             |        |
|                | Extrême gauche dont LO, NPA et POI   | 5 559        | 1,36         | 0           |             |        |
|                | Régionaliste                         | 3 534        | 0,87         | 0           |             |        |
|                | Mouvement démocrate                  | 2 511        | 0,62         | 0           |             |        |
|                | Divers écologiste dont LT-LNÉ et AÉI | 1 267        | 0,31         | 0           |             |        |
|                | Divers                               | 869          | 0,21         | 0           |             |        |
|                |                                      |              |              |             |             |        |
| Inscrits       | Inscrits                             | 697 537      | 100,00       | 697 426     | 100,00      | 8      |
| Abstentions    | Abstentions                          | 282 158      | 40,45        | 295 570     | 42,38       |        |
| Votants        | Votants                              | 415 379      | 59,55        | 401 856     | 57,62       |        |
| Blancs et nuls | Blancs et nuls                       | 7 108        | 1,71         | 11 185      | 2,78        |        |
| Exprimés       | Exprimés                             | 408 271      | 98,29        | 390 671     | 97,22       |        |

### Résultats par circonscription

#### Première circonscription (Rennes-Sud)
| Candidat       | Candidat                      | Parti                                | Premier tour | Premier tour | Second tour | Second tour |
| Candidat       | Candidat                      | Parti                                | Voix         | %            | Voix        | %           |
| -------------- | ----------------------------- | ------------------------------------ | ------------ | ------------ | ----------- | ----------- |
|                | Marie-Anne Chapdelaine élu    | PS                                   | 17 168       | 35,13        | 30 565      | 66,63       |
|                | Grégoire Le Blond             | MoDem (NC, UMP)                      | 10 126       | 20,72        | 15 307      | 33,37       |
|                | Jean-Michel Boucheron sortant | diss. PS                             | 8 670        | 17,74        |             |             |
|                | Geneviève Quillet             | RBM (FN)                             | 3 711        | 7,59         |             |             |
|                | Solène Raude                  | EÉLV (UDB)                           | 3 515        | 7,19         |             |             |
|                | Éric Berroche                 | PCF                                  | 1 951        | 3,99         |             |             |
|                | Karin Leroux                  | NC                                   | 1 103        | 2,26         |             |             |
|                | Etch Kalala                   | Divers gauche (Génération solidaire) | 638          | 1,31         |             |             |
|                | Sigrid Belin                  | LT-LNÉ                               | 465          | 0,95         |             |             |
|                | Laurence Dubois               | PRV                                  | 417          | 0,85         |             |             |
|                | Léa Soulard                   | NPA                                  | 416          | 0,85         |             |             |
|                | Christophe Daniou             | JB                                   | 294          | 0,60         |             |             |
|                | Valérie Hamon                 | LO                                   | 256          | 0,52         |             |             |
|                | Alexandre Noury               | S&P                                  | 133          | 0,27         |             |             |
|                |                               |                                      |              |              |             |             |
| Inscrits       | Inscrits                      | Inscrits                             | 87 110       | 100,00       | 87 110      | 100,00      |
| Abstentions    | Abstentions                   | Abstentions                          | 37 490       | 43,04        | 39 943      | 45,85       |
| Votants        | Votants                       | Votants                              | 49 620       | 56,96        | 47 167      | 54,15       |
| Blancs et nuls | Blancs et nuls                | Blancs et nuls                       | 757          | 1,53         | 1 295       | 2,75        |
| Exprimés       | Exprimés                      | Exprimés                             | 48 863       | 98,47        | 45 872      | 2,75        |

#### Deuxième circonscription (Rennes-Est)
| Candidat       | Candidat             | Parti          | Premier tour | Premier tour | Second tour | Second tour |  |
| Candidat       | Candidat             | Parti          | Voix         | %            | Voix        | %           |  |
| -------------- | -------------------- | -------------- | ------------ | ------------ | ----------- | ----------- |  |
|                | Nathalie Appéré élue | PS             | 25 509       | 48,10        | 32 040      | 63,45       |  |
|                | Bertrand Plouvier    | UMP            | 16 158       | 30,46        | 18 458      | 36,55       |  |
|                | Gilles Nicolas       | EÉLV (UDB)     | 4 387        | 8,27         |             |             |  |
|                | Françoise Rubion     | FG (PG) (PCF)  | 3 097        | 5,84         |             |             |  |
|                | Pascal Crambert      | RBM (FN)       | 2 862        | 5,40         |             |             |  |
|                | Simon Danjou         | JB             | 389          | 0,73         |             |             |  |
|                | Florence Defrance    | LO             | 324          | 0,61         |             |             |  |
|                | Claude Duc-Mauge     | NPA            | 312          | 0,59         |             |             |  |
|                |                      |                |              |              |             |             |  |
| Inscrits       | Inscrits             | Inscrits       | 86 964       | 100,00       | 86 967      | 100,00      |  |
| Abstentions    | Abstentions          | Abstentions    | 33 160       | 38,13        | 35 203      | 40,48       |  |
| Votants        | Votants              | Votants        | 53 804       | 61,87        | 51 764      | 59,52       |  |
| Blancs et nuls | Blancs et nuls       | Blancs et nuls | 766          | 1,42         | 1 266       | 2,45        |  |
| Exprimés       | Exprimés             | Exprimés       | 53 038       | 98,58        | 50 498      | 97,55       |  |

#### Troisième circonscription (Montfort - Combourg)
| Candidat       | Candidat               | Parti          | Premier tour | Premier tour | Second tour | Second tour |  |
| Candidat       | Candidat               | Parti          | Voix         | %            | Voix        | %           |  |
| -------------- | ---------------------- | -------------- | ------------ | ------------ | ----------- | ----------- |  |
|                | François André élu     | PS             | 22 075       | 45,24        | 27 805      | 58,82       |  |
|                | Philippe Rouault       | UMP            | 16 000       | 32,79        | 19 466      | 41,18       |  |
|                | Nidia Boudier          | RBM (FN)       | 3 939        | 8,07         |             |             |  |
|                | Yves Sauvage           | EÉLV           | 2 610        | 5,35         |             |             |  |
|                | Yannick Nadesan        | FG (PCF)       | 2 202        | 4,51         |             |             |  |
|                | Gaylord Odic           | DLR            | 693          | 1,42         |             |             |  |
|                | Valérie Coussinet      | UDB            | 443          | 0,91         |             |             |  |
|                | Benoît Guillet         | LO             | 292          | 0,60         |             |             |  |
|                | Pia-Valentine Bailleul | NPA            | 228          | 0,47         |             |             |  |
|                | Pierre Priet           | POI            | 175          | 0,36         |             |             |  |
|                | Gurwal Le Bris         | S&P            | 135          | 0,28         |             |             |  |
|                | Gilles Helgen          | RIC            | 2            | 0,00         |             |             |  |
|                |                        |                |              |              |             |             |  |
| Inscrits       | Inscrits               | Inscrits       | 81 491       | 100,00       | 81 490      | 100,00      |  |
| Abstentions    | Abstentions            | Abstentions    | 31 857       | 39,09        | 32 883      | 40,35       |  |
| Votants        | Votants                | Votants        | 49 634       | 60,91        | 48 607      | 59,65       |  |
| Blancs et nuls | Blancs et nuls         | Blancs et nuls | 840          | 1,69         | 1 336       | 2,75        |  |
| Exprimés       | Exprimés               | Exprimés       | 48 794       | 98,31        | 47 271      | 97,25       |  |

#### Quatrième circonscription (Redon)
| Candidat       | Candidat                       | Parti            | Premier tour | Premier tour | Second tour | Second tour |  |
| Candidat       | Candidat                       | Parti            | Voix         | %            | Voix        | %           |  |
| -------------- | ------------------------------ | ---------------- | ------------ | ------------ | ----------- | ----------- |  |
|                | Jean-René Marsac sortant réélu | PS               | 23 128       | 47,69        | 28 092      | 62,30       |  |
|                | Dominique Julaud               | AC (NC, UMP)     | 11 627       | 23,97        | 16 996      | 37,70       |  |
|                | Christian Ressort              | RBM (FN)         | 6 394        | 13,18        |             |             |  |
|                | Michèle Gillet                 | FG (GU) (PCF)    | 2 450        | 5,05         |             |             |  |
|                | Eloïse Cordier                 | BPSB (UDB, EÉLV) | 2 161        | 4,46         |             |             |  |
|                | Véronique Wester-Ouisse        | DLR              | 1 905        | 3,93         |             |             |  |
|                | Gwennola Ermel                 | NPA              | 447          | 0,92         |             |             |  |
|                | Sandra Chirazi                 | LO               | 388          | 0,80         |             |             |  |
|                |                                |                  |              |              |             |             |  |
| Inscrits       | Inscrits                       | Inscrits         | 85 092       | 100,00       | 85 089      | 100,00      |  |
| Abstentions    | Abstentions                    | Abstentions      | 35 353       | 41,55        | 38 478      | 45,22       |  |
| Votants        | Votants                        | Votants          | 49 739       | 58,45        | 46 611      | 54,78       |  |
| Blancs et nuls | Blancs et nuls                 | Blancs et nuls   | 1 239        | 2,49         | 1 523       | 3,27        |  |
| Exprimés       | Exprimés                       | Exprimés         | 48 500       | 97,51        | 45 088      | 96,73       |  |

#### Cinquième circonscription (Vitré)
| Candidat       | Candidat                   | Parti                    | Premier tour | Premier tour | Second tour | Second tour |  |
| Candidat       | Candidat                   | Parti                    | Voix         | %            | Voix        | %           |  |
| -------------- | -------------------------- | ------------------------ | ------------ | ------------ | ----------- | ----------- |  |
|                | Isabelle Le Callennec élue | UMP                      | 24 640       | 43,33        | 29 995      | 55,79       |  |
|                | Anne-Laure Loray           | PS                       | 19 241       | 33,84        | 23 770      | 44,21       |  |
|                | Nadège André               | RBM (FN)                 | 4 147        | 7,29         |             |             |  |
|                | Gaëlle Rougier             | EÉLV                     | 2 632        | 4,63         |             |             |  |
|                | Jean-Marc Lecerf           | CpF (MoDem)              | 2 511        | 4,42         |             |             |  |
|                | Joëlle Couillandre         | FG (Divers gauche) (PCF) | 1 666        | 2,93         |             |             |  |
|                | Teddy Régnier              | PRV                      | 999          | 1,76         |             |             |  |
|                | Michelle Le Tennier        | DLR                      | 540          | 0,95         |             |             |  |
|                | Françoise Hamard           | LO                       | 490          | 0,86         |             |             |  |
|                |                            |                          |              |              |             |             |  |
| Inscrits       | Inscrits                   | Inscrits                 | 97 503       | 100,00       | 97 503      | 100,00      |  |
| Abstentions    | Abstentions                | Abstentions              | 39 593       | 40,61        | 42 494      | 43,58       |  |
| Votants        | Votants                    | Votants                  | 57 910       | 59,39        | 55 009      | 56,42       |  |
| Blancs et nuls | Blancs et nuls             | Blancs et nuls           | 1 044        | 1,8          | 1 244       | 2,26        |  |
| Exprimés       | Exprimés                   | Exprimés                 | 56 866       | 98,2         | 53 765      | 97,74       |  |

#### Sixième circonscription (Fougères)
| Candidat       | Candidat                     | Parti                    | Premier tour | Premier tour | Second tour | Second tour |  |
| Candidat       | Candidat                     | Parti                    | Voix         | %            | Voix        | %           |  |
| -------------- | ---------------------------- | ------------------------ | ------------ | ------------ | ----------- | ----------- |  |
|                | Thierry Benoit sortant réélu | AC (NC, UMP)             | 20 522       | 40,33        | 25 850      | 51,17       |  |
|                | Louis Feuvrier               | diss. PS                 | 15 757       | 30,97        | 24 669      | 48,83       |  |
|                | Agathe Remoué                | EÉLV (PS, UDB)           | 6 733        | 13,23        |             |             |  |
|                | Élisabeth Drouin             | RBM (FN)                 | 4 606        | 9,05         |             |             |  |
|                | Jean-François Garnier        | FG (PCF) (Divers gauche) | 1 759        | 3,46         |             |             |  |
|                | Françoise Dubu               | NPA                      | 572          | 1,12         |             |             |  |
|                | Thierry Derollez             | DLR                      | 530          | 1,04         |             |             |  |
|                | Ludovic Hubert               | LO                       | 314          | 0,62         |             |             |  |
|                | Jacques Dehergne             | Divers                   | 92           | 0,18         |             |             |  |
|                |                              |                          |              |              |             |             |  |
| Inscrits       | Inscrits                     | Inscrits                 | 85 292       | 100,00       | 85 286      | 100,00      |  |
| Abstentions    | Abstentions                  | Abstentions              | 33 253       | 38,99        | 32 966      | 38,65       |  |
| Votants        | Votants                      | Votants                  | 52 039       | 61,01        | 52 320      | 61,35       |  |
| Blancs et nuls | Blancs et nuls               | Blancs et nuls           | 1 154        | 2,22         | 1 801       | 3,44        |  |
| Exprimés       | Exprimés                     | Exprimés                 | 50 885       | 97,78        | 50 519      | 96,56       |  |

#### Septième circonscription (Saint-Malo)
| Candidat       | Candidat             | Parti             | Premier tour | Premier tour | Second tour | Second tour |  |
| Candidat       | Candidat             | Parti             | Voix         | %            | Voix        | %           |  |
| -------------- | -------------------- | ----------------- | ------------ | ------------ | ----------- | ----------- |  |
|                | Isabelle Thomas      | PS                | 17 678       | 31,33        | 27 477      | 48,96       |  |
|                | Gilles Lurton élu    | diss. UMP         | 11 946       | 21,17        | 28 644      | 51,04       |  |
|                | Nicolas Belloir      | UMP               | 10 130       | 17,95        |             |             |  |
|                | Michel Penhouët      | PRG               | 4 317        | 7,65         |             |             |  |
|                | Pascal Clément       | RBM (FN)          | 4 249        | 7,53         |             |             |  |
|                | Jean-Francis Richeux | CpF (AC) (MoDem), | 3 752        | 6,65         |             |             |  |
|                | Carole Le Béchec     | EÉLV (UDB)        | 1 681        | 2,98         |             |             |  |
|                | Solenn Hallou        | FG (PCF)          | 1 558        | 2,76         |             |             |  |
|                | Pierre Chapa         | NPA               | 376          | 0,67         |             |             |  |
|                | Serge Monrocq        | AÉI               | 323          | 0,57         |             |             |  |
|                | Émeline Berhault     | JB                | 247          | 0,44         |             |             |  |
|                | Édouard Descottes    | LO                | 170          | 0,30         |             |             |  |
|                |                      |                   |              |              |             |             |  |
| Inscrits       | Inscrits             | Inscrits          | 95 132       | 100,00       | 95 031      | 100,00      |  |
| Abstentions    | Abstentions          | Abstentions       | 37 999       | 39,94        | 37 382      | 39,34       |  |
| Votants        | Votants              | Votants           | 57 133       | 60,06        | 57 649      | 60,66       |  |
| Blancs et nuls | Blancs et nuls       | Blancs et nuls    | 706          | 1,24         | 1 528       | 2,65        |  |
| Exprimés       | Exprimés             | Exprimés          | 56 427       | 98,76        | 56 121      | 97,35       |  |

#### Huitième circonscription (Rennes-Ouest)
| Candidat       | Candidat                      | Parti                       | Premier tour | Premier tour | Second tour | Second tour |  |
| Candidat       | Candidat                      | Parti                       | Voix         | %            | Voix        | %           |  |
| -------------- | ----------------------------- | --------------------------- | ------------ | ------------ | ----------- | ----------- |  |
|                | Marcel Rogemont sortant réélu | PS                          | 21 484       | 47,85        | 27 460      | 66,11       |  |
|                | Bruno Chavanat                | Divers droite (UMP, AC, NC) | 11 615       | 25,87        | 14 077      | 33,89       |  |
|                | Matthieu Theurier             | EÉLV (UDB)                  | 4 354        | 9,70         |             |             |  |
|                | Denis Kermen                  | FG (PCF) (GU)               | 2 674        | 5,96         |             |             |  |
|                | Cédric Abdilla                | RBM (FN)                    | 2 513        | 5,60         |             |             |  |
|                | Marie-Noëlle Convert          | CNIP                        | 471          | 1,05         |             |             |  |
|                | Thomas Vetel                  | LT-LNÉ                      | 448          | 1,00         |             |             |  |
|                | Benoît Évellin                | Pirate                      | 365          | 0,81         |             |             |  |
|                | Jean-Patrick Muller           | NPA                         | 310          | 0,69         |             |             |  |
|                | Fabrice Lucas                 | LO                          | 205          | 0,46         |             |             |  |
|                | Félix Henry                   | Extrême gauche (La Bouffée) | 149          | 0,33         |             |             |  |
|                | Lilian Renault                | S&P                         | 144          | 0,32         |             |             |  |
|                | Gérard Monnier                | POI                         | 135          | 0,30         |             |             |  |
|                | Céline Lechevalier            | MOC                         | 31           | 0,07         |             |             |  |
|                |                               |                             |              |              |             |             |  |
| Inscrits       | Inscrits                      | Inscrits                    | 78 953       | 100,00       | 78 950      | 100,00      |  |
| Abstentions    | Abstentions                   | Abstentions                 | 33 453       | 42,37        | 36 221      | 45,88       |  |
| Votants        | Votants                       | Votants                     | 45 500       | 57,63        | 42 729      | 54,12       |  |
| Blancs et nuls | Blancs et nuls                | Blancs et nuls              | 602          | 1,32         | 1 192       | 2,79        |  |
| Exprimés       | Exprimés                      | Exprimés                    | 44 898       | 98,68        | 41 537      | 97,21       |  |